# Кнорринг, Роман Иванович
Барон Роман Иванович Кнорринг (нем. Robert Alexander von Knorring; 1803—1876) — генерал от артиллерии, командующий войсками Казанского военного округа.

## Биография
Родился 13 (25) декабря 1803 года в семье майора Johann Fromhold von Knorring (1770—1846). Его братья Владимир, Николай и Эдуард были генерал-майорами.
Образование получил в Михайловском артиллерийском училище, из которого выпущен в 1821 году фейерверкером 4-го класса; 5 декабря 1825 года зачислен прапорщиком в конно-артиллерийскую № 29 роту.
В 1831 году Кнорринг принимал участие в подавлении восстания в Польше. За боевые отличия был награждён орденами св. Анны 3-й степени с бантом, св. Владимира 4-й степени с бантом и польским знаком отличия за военное достоинство (Virtuti Militari) 4-й степени.
4 октября 1834 года произведён в полковники с назначением командиром 1-й лёгкой батареи лейб-гвардии Конной артиллерии.
С 6 декабря 1843 года состоял адъютантом великого князя Михаила Павловича; 25 июня 1845 года произведён в генерал-майоры; 9 сентября 1849 года назначен в Свиту Его Императорского Величества.
С 4 февраля 1851 года состоял в распоряжении принца Георгия Мекленбург-Стрелицкого; 6 декабря 1853 года получил чин генерал-лейтенанта с назначением состоять при Военном министерстве, а 11 апреля 1854 года назначен генерал-адъютантом.
В 1854—1855 годах Кнорринг принимал участие в Крымской войне, причём в 1855 году командовал всей артиллерией в Николаеве.
С 17 апреля 1857 года Кнорринг командовал Конно-артиллерийской дивизией, а с 26 марта 1863 года являлся начальником артиллерии Одесского военного округа. 20 августа 1864 года назначен командующим войсками Казанского военного округа; 27 марта 1866 года произведён в генералы от артиллерии.
Скончался 28 ноября (10 декабря) 1876 года в Уши (Швейцария), из списков исключён 14 декабря 1876 года.

## Награды
Среди прочих наград имел ордена:
- Орден Святой Анны 3-й степени с бантом (1831 год)
- Орден Святого Владимира 4-й степени с бантом (1831 год)
- Польский знак отличия за военное достоинство (Virtuti Militari) 4-й степени
- Орден Святой Анны 2-й степени (1843 год)
- Орден Святого Георгия 4-й степени (12 января 1846 года, за беспорочную выслугу 25 лет в офицерских чинах, № 7382 по кавалерскому списку Григоровича — Степанова)
- Орден Святого Владимира 3-й степени (1848 год)
- Орден Святого Станислава 1-й степени (1851 год)
- Орден Святой Анны 1-й степени (1855 год, императорская корона к этому ордену пожалована в 1856 году)
- Орден Святого Владимира 2-й степени (1859 год)
- Орден Белого орла (1861 год)
- Орден Святого Александра Невского (20 апреля 1869 года)

иностранные
- Прусский орден Красного орла 3-й степени (1835 год) и 2-й степени (1848 год)
- австрийский орден Леопольда большой крест (1870 год)

## Семья
Был дважды женат.
Первая жена, с 14 сентября 1837 года — Шарлотта фон Левенштерн (ум. 1851). Их сын —
- Михаил (1846—1910), выпускник юридического факультета Дерптского университета, служил в российской дипломатической миссии в Берне, затем в Гааге; камер-юнкер.

Вторая жена, 18 мая 1859 года — Юлия Андреевна Резанова. Их дети: 
- Владимир (1861—1938), генерал-лейтенант;
- Андрей (1862—1918), генерал-майор.